# MELCOM
MELCOMとは、三菱電機が自社製コンピュータに使用していた商標。"Mitsubishi ELectronic COMputer"から。

## 黎明期と科学技術計算用コンピュータ
三菱電機はBendix G-15を輸入し、その使用経験を元にコンピュータの開発に着手した。まずトランジスタ式の試作機としてMELCOM LD1を開発した。これを元に1960年、最初の製品MELCOM 1101を発表。G-15の最小アクセスコーディングを参考にした磁気ドラムメモリを主記憶とするシステムで、科学技術計算を指向していた。1101 は学習院大学をはじめとして20台が設置された。この流れを直接受け継ぐシリーズとしてMELCOM 9100シリーズがある。科学技術計算用コンピュータとして1971年まで新たな製品が投入されている。なお、LD1は大阪大学に寄贈されている。
MELCOM LD1
33ビットワード。入出力と演算の並行実行、時間のかかる乗除算と他の演算の並行実行などを実現している。
MELCOM 1101（1960年）
トランジスタ3,500個使用。33ビットワード。メモリは磁気ドラムメモリで4000ワード。後に演算高速化装置(FLORA)を追加した1101Fも製品化されている。
MELCOM 9100シリーズ（1966年）
（詳細不明）

## メインフレーム
事務用途のコンピュータの需要の高まりに応えるため、三菱電機はTRW社と1962年に技術提携契約を結んだ。ちなみにこの際に合弁会社「三菱TRW」（後の三菱スペース・ソフトウエア、現 三菱電機ソフトウエア）を設立した。この技術提携により TRW 530 というコンピュータをMELCOM 1530として1963年に製品化した。マイクロプログラム方式の初期の実装であり、マイクロコードは主記憶上に配置されている(これをストアド・ロジック方式と称する)。1966年以降のMELCOM 3100シリーズは 1530 のアーキテクチャを継承し、ソフトウェア面ではCOBOLなどの高級言語を充実させ、ハードウェア面では磁気ディスク装置をサポートするなどしていった。
情報処理量の増大に伴ってTRW 530のアーキテクチャではアドレス空間やマルチタスクなどの面で顧客の要望に応えられないことから、SDS(Scientific Data Systems)社から技術導入することになった（ちょうどSDS社がゼロックスに1969年に買収され、XDS(Xerox Data Systems)社と名乗っていたころと思われる）。同社のSigma 7と低価格版のSigma 5を MELCOM 7700およびMELCOM 7500として製品化した（1970年）。7000シリーズは8ビットをバイトとするバイトマシンで、32ビットワードを基本とする。タイムシェアリングシステムを実現するために割り込み機能が強化されている。なお、ゼロックス社はXDS(SDS)を1975年に廃止し、その知的資産はハネウェルに売却された。
通産省（現経産省）の指導により三菱電機は沖電気と提携することになったが、沖電気はメインフレームからは撤退状態であり、そのままMELCOM 7000シリーズの後継機を開発することになった（三大コンピューターグループ参照）。1974年、MELCOM COSMOシリーズが発表された。仮想空間を拡張したため、従来(7000)互換モードと移行用モードを用意して移行を容易にしている（ステータスレジスタの設定で切り替えられる）。
MELCOM 1530 (1963年)
マイクロプログラム方式。18ビットワードで、1文字を6ビットで表す。メモリは磁気コアメモリで最大100K文字（=6ビット）。
MELCOM 3100シリーズ（1966年）
1530と互換性を維持。
MELCOM 7000シリーズ（1970年）
32ビットワード。汎用レジスタ16本。この16本のレジスタをレジスタブロックとし、これを最大32組CPU内に持つことができ、コンテキストスイッチではレジスタブロックを切り替えることで高速化を図っている。ページング方式の仮想記憶で仮想アドレス空間は512Kバイト。仮想空間が小さいため、ページテーブルは単層で済み、MMU内にそのまま格納される。
MELCOM COSMO シリーズ（1974年）
7000シリーズとの互換性を維持。多重仮想記憶方式で仮想空間は16Mバイト。TLB装備。RAS機能強化。マルチプロセッサ。
MELCOM EX800 シリーズ（1985年）
ECL。多重化構成可能。メモリはCMOSで最大64Mバイト。
MELCOM EX800II シリーズ（1988年）
メモリは最大256Mバイト

## 制御用コンピュータ
TRWとの提携により、1962年、TRW 330をMELCOM 330制御用計算機として製品化した。後継のMELCOM 350(1966年)を経て、MELCOM 350/50シリーズでは工場全体を制御するシステムとして4台のコンピュータを共有メモリ装置を介して接続可能とした。
MELCOM 330（1962年）
固定小数点式。磁気ドラムメモリを使用。
MELCOM 350シリーズ（1966年）
（詳細不明）
MELCOM 350/50シリーズ（1976年）
ICを全面採用。通称「M5（エム・ゴ）」「M50（エム・ゴジュウ）」、「50（ゴジュウ）」など。
MELCOM 350/60シリーズ（1982年）
32ビット化。通称「M6（エム・ロク）」、「M60（エム・ロクジュウ）」、「60（ロクジュウ）」など。

## オフィスコンピュータ
オフィスコンピューターとしてのMELCOMシリーズはPCを用いたクライアントサーバーシステムが全盛の時代となると、それに対応すべくDOSやWindowsマシンを端末に利用できる端末エミュレート機能（ap-BIND、PC-BIND）が使用できるようになり、やがてWindowsPCサーバーを内蔵したRX7000シリーズへと発展していった。そのRX7000シリーズも当初はオフコン部分とPC部分が分離されていたが、やがてWindowsNTServer(3.51･4)上でオフコンOSのDP-UXを動作させるようになり、PCと融合していった。RX7000シリーズはその後Entranceシリーズと名称を変えている。EntranceシリーズからはWindowsでは無く三菱電機独自のLinux上で動作するようになる。その後CENTRAGEシリーズに変更になると、VMware vSphere上でEntranceシリーズを動作させる形になった
MELCOM 81, 82（1968年）
BCD12桁+符号を1ワードとする。
MELCOM 80シリーズ（1974年）
LSIを多用。
MELCOM 80 日本語 シリーズ（1980年）
日本語処理能力を強化。
MELCOM 80 OFFICELAND シリーズ（1982年）
32ビット。UNIXベースのオペレーティングシステムDPS10を搭載。
MELCOM 80 システム80G（1987年）
32ビットマイクロプロセッサ。
OSはDPS4、DPS10、DP-UXなど。DPS10以降はUNIXカーネルを用いており、一般的なUNIXに近似したコマンドが使える。開発言語としてはCOBOL系の簡易言語であり、IBMのRPGに酷似したPROGRESS2が一般的だった（C言語も利用可能だったようである）。COBOL言語も使用可能であったが画面･印刷にはDDFと言うファイル定義体を使用する特殊な仕様であった。GREO(グレオ)と呼ばれるソート専用回路を搭載していた（第一世代CENTRAGE廉価版には未搭載）。リレーショナルデータベース機能も搭載しており、ファイル定義から簡易に入力画面や帳票を作成出来るEDUETというツールが良く利用されていた。

## ミニコンピュータ
MELCOM 70シリーズ（1972年）
16ビットワード。モデル60（1978年）以降は32ビットワードとなっている。通称「M7（エム・ナナ）」、「M70（エム・ナナジュウ）」、「70（ナナジュウ）」など。OSはモデルによりUOS（Universal Operating System）、BDOS（Batch Disk Operating System）、RTMS（Real Time Operating System）という独自のものが搭載されている。
MELCOM 70 MXシリーズ（1984年）
32ビットワード。通称「MX（エム・エックス）」。初期の頃は、OSはOS60という独自のリアルタイムOSであった。その後、OS60にUNIXを融合したOS60/UMXとなった。最大8プロセッサのマルチプロセッサ。

## 第五世代コンピュータ
第五世代コンピュータプロジェクトでは、三菱電機は逐次推論マシンの製造を担当し、MELCOM PSIの名で製品化した。翌年には小型化と高性能化を実現したMELCOM PSI IIも製品化している。これらはプロジェクト関連研究施設で使用された。
MELCOM PSI（1986年）
逐次推論マシン。40ビットワード（データ32ビット+タグ8ビット）。主記憶は16Mワード。マイクロプログラム方式でKL0を直接実行。システム記述言語はESP。OSはSIMPOS。

## 現在
MELCOM資産による各種システムは現在でも多々存在しており、これらの稼動基盤としてEntrance/CENTRAGEシリーズが提供されている。
Entrance DS